# Заудинский (станция)
Зау́динский — станция Восточно-Сибирской железной дороги на Транссибирской магистрали (5649 километр).
Расположена в Октябрьском районе города Улан-Удэ, столицы Республики Бурятия. От станции в направлении на юго-запад начинается южная ветка ВСЖД Улан-Удэ — Наушки.

## История
Основана в 1900 году как разъезд Заудинский Забайкальской железной дороги.

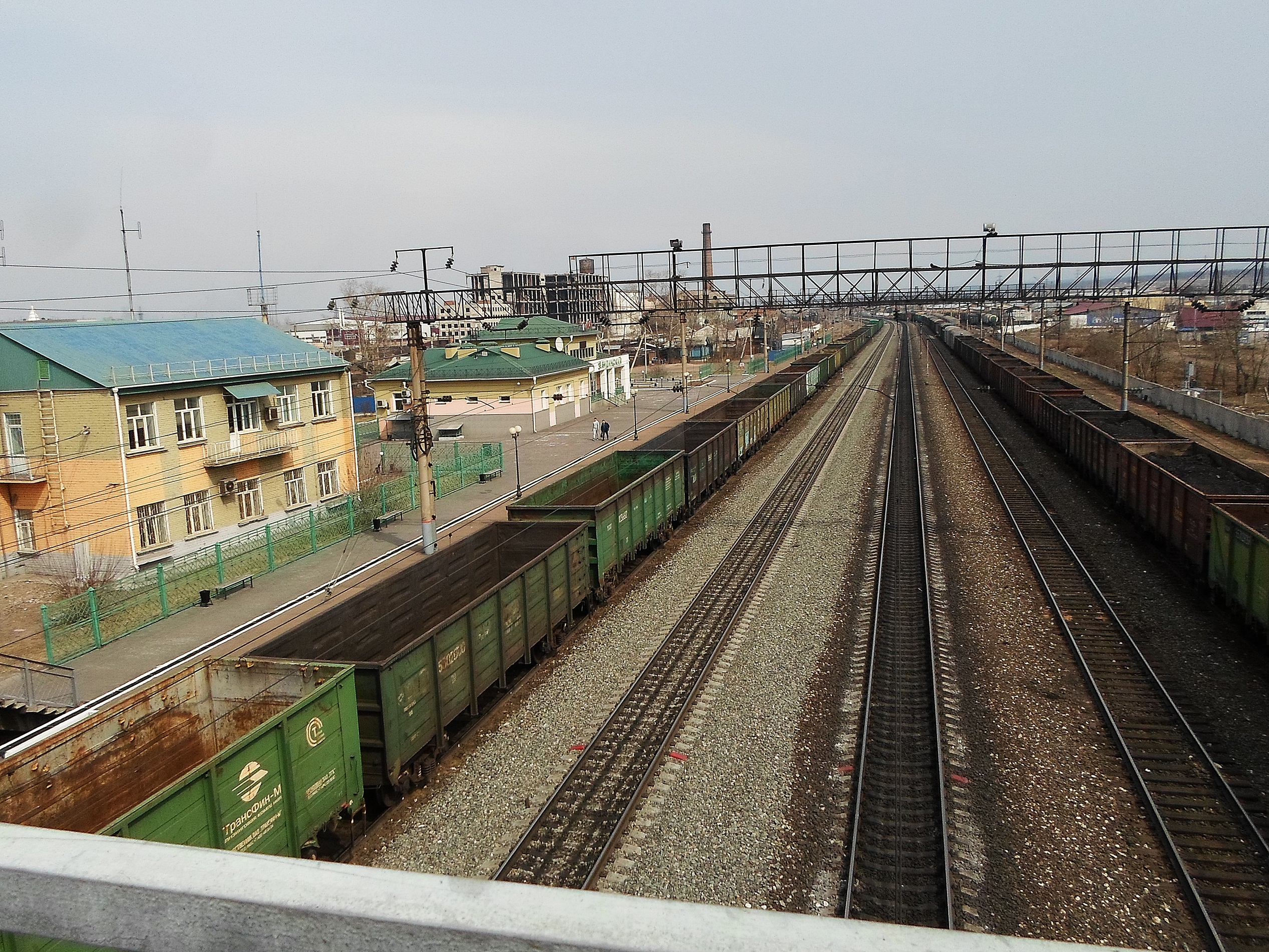

При разъезде вырос посёлок Заудинский, входивший в состав Верхнеудинской волости Верхнеудинского уезда и включённый в черту города Верхнеудинска 22 августа 1927 года (Постановление ВЦИК от 22.08.1927 «О включении в черту города Верхнеудинска Заудинского поселка, Верхнеудинской волости и уезда, Автономной Бурят-Монгольской С. С.Р»).
В апреле 1938 года разъезд преобразован в станцию ВСЖД в связи со строительством в районе крупных промышленных предприятий — мясокомбината, мелькомбината и мебельной фабрики. Основным поставщиком грузов для станции стал мясокомбинат.
В 1937 году от станции началось строительство южной ветки ВСЖД на Наушки. Рабочее движение поездов открылось 15 января
1939 года. В 1940 году была сдана в эксплуатацию линия Заудинский — Наушки. В 1950-е годы, со строительством связанных с ней железных дорог на территории Монголии и Китая, эта линия стала северным (российским) участком Трансмонгольской железной дороги.
В октябре 1964 года началось регулярное пассажирское движение поездов по маршруту Улан-Удэ — Гусиное Озеро (впоследствии Улан-Удэ — Наушки).
В 2012 году через станцию прекращено пригородное движение поезда Улан-Удэ — Горхон по Транссибирской магистрали. В 2014 году отменены электрички Улан-Удэ — Петровский Завод (по Транссибирской магистрали) и Улан-Удэ — Загустай (реформированный Улан-Удэ — Наушки, по южной ветке).
С мая 2017 года возобновлено движение электропоезда Улан-Удэ — Петровский Завод (с мая по октябрь, дважды в неделю).

## Дальнее следование по станции

### Круглогодичное движение поездов
| № поезда       | Маршрут движения          | № поезда       | Маршрут движения          |
| -------------- | ------------------------- | -------------- | ------------------------- |
| 7              | Владивосток — Новосибирск | 8              | Новосибирск — Владивосток |
| 11             | Владивосток — Самара      | 12             | Самара — Владивосток      |
| 69             | Чита — Москва             | 70             | -                         |
| 77             | Нерюнгри — Новосибирск    | 78             | Новосибирск — Нерюнгри    |
| 99             | Владивосток — Москва      | 100            | Москва — Владивосток      |
| 207            | Владивосток — Новокузнецк | 208            | Новокузнецк — Владивосток |
| 321 «Баргузин» | Забайкальск — Иркутск     | 322 «Баргузин» | -                         |
| 361            | Наушки — Иркутск          | 362            | Иркутск — Наушки          |

### Сезонное движение поездов
| № поезда | Маршрут движения | № поезда | Маршрут движения |
| -------- | ---------------- | -------- | ---------------- |
| 269      | Чита — Адлер     | 270      | -                |

## Пригородное сообщение по станции
| № поезда | Маршрут движения            | № поезда | Маршрут движения            |
| -------- | --------------------------- | -------- | --------------------------- |
| 6649     | Петровский Завод — Улан-Удэ | 6650     | Улан-Удэ — Петровский Завод |
| 6651     | Петровский Завод — Улан-Удэ | 6652     | Улан-Удэ — Петровский Завод |